# Roger K. Furse
Pour les articles homonymes, voir Furse.
Roger Kemble Furse est un costumier et un directeur artistique britannique né le 11 septembre 1903 à Ightham (dans le Kent) et mort le 19 août 1972 dans l'île de Corfou (Grèce).

## Biographie
Roger Kemble Furse étudie l'art au Collège d'Eton et à la Slade School of Fine Art à Londres.
Dans les années 1930, il abandonne la peinture pour le théâtre, puis travaille pour le cinéma à partir du milieu des années 1940. Il est notamment associé au travail de Laurence Olivier et a collaboré à plusieurs productions de pièces de Shakespeare à l'Old Vic.
Roger Furse est le mari de Margaret Furse.

## Théâtre
- 1938 : Spring Meeting de Molly Keane et John Perry (scénographie)
- 1946 : Henry IV, Part 1 et Henry IV, Part 2 de William Shakespeare (costumes)
- 1948 : The Skin of Our Teeth de Thornton Wilder
- 1950 : Daphne Laureola de James Bridie (scénographie)
- 1951 : Antony and Cleopatra de William Shakespeare (scénographie)
- 1951 : Caesar and Cleopatra de George Bernard Shaw (scénographie)
- 1952 : The Merchant of Venice de William Shakespeare
- 1952 : Romeo and Juliet de William Shakespeare
- 1952 : Venus Observed de Christopher Fry (direction artistique)
- 1955 : Macbeth de William Shakespeare
- 1960 : Duel of Angels de Christopher Fry (scénographie)
- 1960 : The Tumbler de Benn W. Levy (scénographie)
- 1965 : Pickwick (comédie musicale), musique de Cyril Ornadel, lyrics de Leslie Bricusse, livret de Wolf Mankowitz (costumes)

## Filmographie
- 1944 : Henry V (The Chronicle History of King Henry the Fift with His Battell Fought at Agincourt in France) de Laurence Olivier
- 1945 : La Vraie Gloire (The True Glory) de Carol Reed
- 1947 : Huit Heures de sursis (Odd Man Out) de Carol Reed
- 1948 : Hamlet de Laurence Olivier
- 1949 : Les Amants du Capricorne (Under Capricorn) d'Alfred Hitchcock
- 1950 : L'Ange à la trompette (en) (The Angel with the Trumpet) d'Anthony Bushell
- 1952 : Ivanhoé (Ivanhoe) de Richard Thorpe
- 1953 : Les Chevaliers de la Table ronde (Knights of the Round Table) de Richard Thorpe
- 1955 : Richard III de Laurence Olivier
- 1956 : Hélène de Troie (Helen of Troy) de Robert Wise
- 1957 : Le Prince et la Danseuse (The Prince and the Showgirl) de Laurence Olivier
- 1957 : Sainte Jeanne (Saint Joan) d'Otto Preminger
- 1958 : Bonjour tristesse d'Otto Preminger
- 1961 : Le Visage du plaisir (The Roman Spring of Mrs. Stone) de José Quintero
- 1962 : Astronautes malgré eux (The Road to Hong Kong) de Norman Panama

## Citation
« The essence of the film is that it is not still. It is in motion, and ... the designer's business is to do everything he can to assist the mobility and flow; not to freeze it into a series or orderly compositions
L'essence du cinéma est que ce n'est pas immobile. C'est en mouvement et ... le travail du directeur artistique est de faire tout son possible pour aider à cette mobilité et à cette circulation ; pas de geler cela en une suite ordonnée de compositions »

— Roger Furse, extrait de "Designing the Film Hamlet", in "Hamlet, the Film and the Play", Londres (1948)

## Distinctions

### Récompenses
- Oscars du cinéma 1949 pour Hamlet
  - Oscar de la meilleure direction artistique
  - Oscar des meilleurs costumes

### Nominations
- Tony Awards 1961 : Tony Award des meilleurs décors pour Duel of Angels